# Neshedil Kadinefendi
Neshedil Kadinefendi (cca 1857 – 30. ledna 1924) byla konkubína chediva Isma'ila Paši.

## Život
Narodila se v roce 1857 v Kavkazu, ale původem byla Gruzínka a své rané dětství strávila v horách. Nájezdy nepřátel zasáhl její rodinu, když jí bylo sedm let. Společně se svým bratrem byli zajati a prodání obchodníkovi s otroky. Odvedli je do Istanbulu a tam byli rozděleni. Neshedil svého bratra už nikdy neviděla. Ona byla koupena manželkou vysoce postaveného paši a ta ji vychovávala podle tamějších zvyků. Její dětství bylo těžké. Musela se přeučit na jinou víru a naučili pouze číst, nikoliv psát; její zamilované dopisy psal někdo jiný místo ní. Také uměla šít a byla naučena používat nejlepší krajky, oyu a výšivky. 

### Život s Ismai'lem
Když jí bylo patnáct let, byla prodána egyptskému chedivovi Ismai'lovi a musela odejít do Egypta. Společně s další mladou čerkeskou dívkou strávila rok život v paláci Guezireh, kde byly učeny životu v harému. Zde taky dostala jméno Neshedil. Bylo jí asi šestnáct let, když jí byla darována vlastní oddělená komnata v paláci Zaaferan a bylo jí darováno padesát čerkeských konkubín, aby jí sloužily. Její oblečení, kosmetické prostředky a vybavení v paláci bylo z Paříže. Když už byla v paláci zabydlená, rozhodl se Ismai'l, že je nejvyšší čas ji navštívit a zároveň navštívit jeho dřívější ženy. Při návštěvě ho Neshedil okouzlila svou krásou a Ismai'l se do ní zamiloval. 
Neutuchající oddanost Ismai'la k ní zvedla takovou bouři žárlivosti ostatních žen, že po narození jejího druhého dítěte se běhe, jeho návštěvy v palácí Abdeen podávala otrávená káva. Neshedil se necítila dobře a spěchala domů, málem zemřela na cestě. Naštěstí byla úspěšně zachráněna. Pomalu se vracela ke starému životu, ale už nikdy nebyla zdravá jako dříve. Poté, co předčasně porodila svého syna jí bylo sděleno, že už nemůže mít další děti. Neshedil nikdy nezmínila jeho jméno a o smrti svého syna pak nikdy nemluvila. Isma'il byl tak rozzuřený, že už nemůže mít děti a že mu nedala zdravého syna, protože se jí ze všech manželek nejvíce věnoval a daroval jí spoustu drahých darů, například prsteny, drahé zlaté řetízky a spoustu dalších cenných šperků. Zakázal jí jíst jídlo a pít pití mimo její domov, aby se její stav nadále nezhoršoval, pokud by byla znovu otrávena. Když dostala od Ismai'la další cenný dar, padla na kolena a rozplakala se, že to způsoby další vlnu nenávisti a žárlivosti. Odmítala všechny jeho dary až do doby, dokud ji nevzal do svého paláce. V paláci Zaaferan se jí pak narodily dvě dcery – princezna Emina Aziza v roce 1874 a princezna Nimetullah v roce 1875.
Když zemřela Hoshyar Kadinefendi, Neshedil a její dcery odešli do Neapole. O čtyři roky později, v roce 1889 se celá rodina přestěhovala do Emirganu u Bosporu nedaleko Istanbulu. V Emirganu Neshedil a její dcery bydleli v Tokmakburnu, v jedné ze sedmi budov, které zde Ismai'l vlastnil. Ten bydlel ve svém největším obydlí společně se svými vdanými dcerami a syny, kteří jej sem přišli navštívit během teplého období.

### Pozdějších život

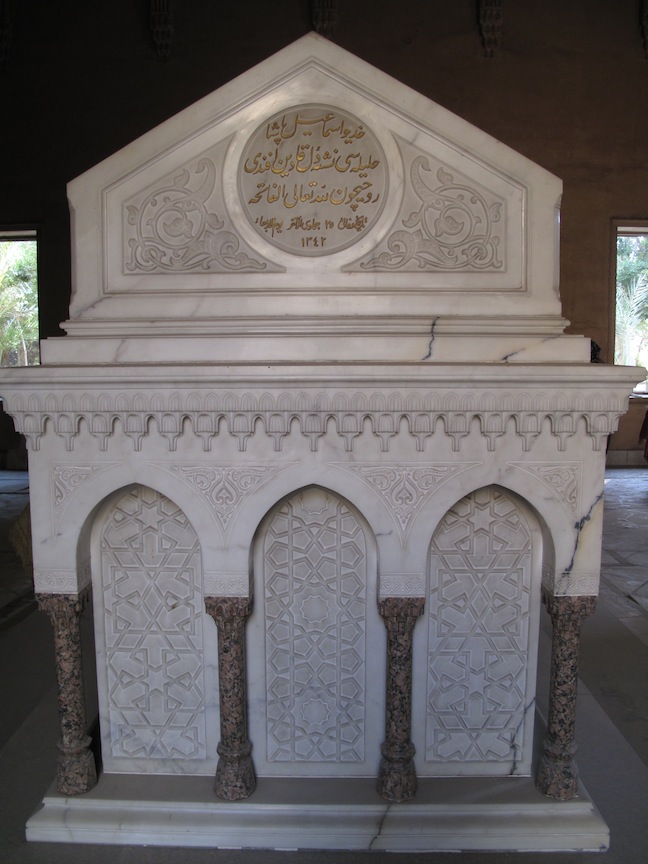
Hrobka Neshedil Kadinefendi

Smrt Ismai'la v roce 1895 velmi zasáhla Neshedil, která na tom také nebyla zdravotně dobře a už měsíce byla v péči zdravotních sester. Její nemoc se zhoršila. Svěřila se do péče svých dcer a později svých vnoučat. Po tom, co se obě její dcery provdali byla pokaždé chvíli u jedné z nich. Častěji se ale zdržovala u své starší dcery, jelikož potřebovala větší pomoc v manželství a domácnosti. Také cestovala po evropském kontinentu buď s jednou nebo s oběma dcerami. Většina jejich cest byla kvůli hledání doktorů, kteří by jí mohli s nemocí pomoci, nejvíce času tedy strávili ve Švýcarsku. Ona a její dcera Emina byli neustále pod dohledem doktorů, jelikož trpěly vážnými chorobami.
Neshedil zemřela v Nice ve Francii dne 30. ledna 1924 a byla pohřbena v Khedivalském mauzoleu v Káhiře v Egyptě. Neshedilin hrob je mezi hroby jejích dcer. 